# Rijksbeschermd gezicht Delft
Gezicht Delft is een van rijkswege beschermd stadsgezicht in het Centrum van Delft in de Nederlandse provincie Zuid-Holland. De procedure voor aanwijzing werd gestart op 25 juni 1970. Het gebied werd op 11 september 1978 definitief aangewezen. Het beschermd gezicht beslaat een oppervlakte van 97,4 hectare.
De bescherming omvat grotendeels de wijk Binnenstad.
Panden die binnen een beschermd gezicht vallen krijgen niet automatisch de status van beschermd monument. Wel zal de gemeente het bestemmingsplan aanpassen om nieuwe ontwikkelingen in het gebied te reguleren. De gezichtsbescherming richt zich op de stedenbouwkundige en cultuurhistorische waardering van een gebied en wil het toekomstig functioneren daarvan veiligstellen.